# 가등기담보 등에 관한 법률
가등기담보 등에 관한 법률 혹은 가등기담보법은 가등기담보와 양도담보의 효력에 관해 규정한 대한민국의 법률이다.

## 판례
- 부동산에 대하여 가압류등기가 먼저 되고 나서 담보가등기가 마쳐진 경우에 그 담보가등기는 가압류에 의한 처분금지의 효력때문에 그 집행보전의 목적을 달성하는데 필요한 범위안에서 가압류채권자에 대한 관계에서만 상대적으로 무효라 할 것이고 따라서 담보가등기권자는 그 보다 선순위의 가압류채권자에 대항하여 우선변제를 받을 권리는 없으나 한편 가압류채권자도 우선변제청구권을 가지는 것은 아니므로 가압류채권자보다 후순위의 담보가등기권자라 하더라도 가등기담보등에관한법률 제16조 제1, 2항에 따라 법원의 최고에 의한 채권신고를 하면 가압류채권자와 채권액에 비례하여 평등하게 배당받을 수 있다[1].

- 가등기담보권을 실행하는 방법으로는 특단의 약정이 없는 한 처분정산이나 귀속정산중 채권자가 선택하는 방법에 의할 수 있다[2].

- 가등기담보부동산에 대한 매매예약당시의 시가가 그 피담보채무액에 미치지 못하는 경우에는 가등기담보등에관한법률 제3조가 정하는 청산금의 평가액의 통지를 할 여지가 없다 할 것이다[3].

- 차주가 차용물의 반환에 관하여 차용물에 갈음하여 다른 재산권을 이전할 것을 예약한 경우가 아니라 단순히 매매잔대금 채권을 담보하기 위하여 경료된 가등기에 기하여 본등기를 구하는 경우에는 가등기담보등에관한법률은 적용되지 아니한다[4].

【판례5】가등기에기한본등기
가. 가등기담보등에관한법률의 규정에 따른 청산절차 진행 전에 신청된 강제경매에 의하여 제3자에게 소유권이전이 된 이상 담보가등기권자는 더 이상 위 가등기에 기한 본등기를 청구할 수 없다.나. 가등기가 담보가등기인지 여부는 그 등기부상 표시나 등기시에 주고 받은 서류의 종류에 의하여 형식적으로 결정될 것이 아니고 거래의 실질과 당사자의 의사해석에 따라 결정될 문제라고 할 것이다(91다36932).
【판례6】건물명도
가. 근저당권이 설정되어 있는 부동산에 소유권이전등기청구권보전의 가등기가 이루어지고 그 후에 강제경매가 실시되어 그 경락허가결정이 확정된 경우에는 구 민사소송법(1990.1.13. 법률 제4201호로 개정되기 전의 것) 제608조 제2항에 의하여 선순위의 근저당권은 경락으로 인하여 소멸되고 그보다 후순위인 가등기상의 권리도 소멸되는 것이므로, 이 가등기 또한 같은 법 제661조 제1항 제2호 소정의 “경락인이 인수하지 아니한 부동산상의 부담의 기입”으로서 말소촉탁의 대상이 되는 것이다. 나. 위 “가”항의 가등기가 가등기담보등에관한법률 소정의 담보가등기라 하더라도 그 가등기권리 역시 같은 법 제15조에 의하여 경락으로 인하여 소멸되고, 같은 법 제16조 제2항에 의하여 말소촉탁의 대상이 되는 것이며 경매절차에서 배당요구신청을 하지 아니하였다거나 혹은 배당금을 수령하지 아니하였다 하여도 마찬가지이다. 다. 근저당권에 기하여 경매를 실행하는 경우, 그 경매의 원인이 되는 근저당권의 피담보채권이 아직 변제기가 도래하지 않았다면 그 근저당권 실행을 위한 경매를 할 수 없으나, 근저당권이 설정되어 있는 부동산에 강제경매를 신청하는 경우에는 그 근저당권의 피담보채권의 변제기가 아직 도래하지 아니하였다 하더라도 적법하게 경매를 할 수 있고, 피담보채권의 변제기 도래 여부에 관계없이 근저당권은 항상 소멸되는 것이며, 이러한 경우 근저당권자가 배당받을 금액은 공탁하게 되므로 근저당권자로서는 어떠한 손해도 입지 않는다고 할 것이다.라. 구 민사소송법(1990.1.13. 법률 제4201호로 개정되기 전의 것) 제608조 제2항이 “부동산상에 존재한 저당권은 매각에 의하여 소멸한다”고 규정한 취지는 담보물권은 원래 부동산의 교환가치로부터 변제를 받는 것을 목적으로 하는 권리이므로 일단 목적물의 매각이 실현되면 그 매각 당시에 존재하던 담보물권은 그 순위에 따라서 매각대금 중에서 우선변제받게 하여 소멸시킴으로써 후일 다시 그 부동산의 경매가 반복되는 것을 피하고 경락인에게도 부담 없는 부동산을 취득하게 하는 것이 제도의 목적에 합치된다고 보기 때문인바, 따라서 그 매각대금으로 압류채권에 우선하는 담보물권의 피담보채권을 변제함에 부족 없음이 인정된 경우가 아니면 매각할 수 없는 것이므로( 같은 조 제1항), 위의 규정 때문에 담보물권만 소멸하고 채권을 변제받지 못하게 된다거나 압류채권자에 우선하는 담보물권자의 재산권이 부당하게 침해되고 압류채권자로 하여금 부당한 이득을 취하게 할 염려는 없다고 할 것이고, 또한 우선권 있는 저당권자의 채권을 완전히 변제하고 저당권을 소멸시킨 이상 그 저당권자가 경매신청을 한 경우와 구별할 이유는 없으므로 압류채권에 우선하는 2순위 권리자가 1순위 권리자나 압류채권자에 비하여 부당한 차별대우를 받는다고 할 수도 없으므로 위 규정은 헌법 제11조 제1항이나 제23조에 위배되지 아니한다(91다41996).
【판례7】건물명도, 시설비등(반소)
가. 가등기담보등에관한법률은 차용물의 반환에 관하여 차주가 차용물에 갈음하여 다른 재산권을 이전할 것을 예약한 경우에 적용되는 것이므로 공사대금채권을 담보할 목적으로 가등기가 경료된 경우에는 위 법률이 적용되지 아니한다.나. 원래 갑이 대지와 그 지상건물을 함께 소유하고 있었는데 을이 위 건물일부에 관하여 공사대금채권의 담보를 위한 가등기를 경료하였다가 그 대물변제조로 위 건물부분의 소유권을 양도받은 경우 달리 특별한 사정이 없는 한 을은 위 건물부분의 점유사용에 필요한 범위 내에서 갑 소유의 위 대지에 관하여 관습상의 법정지상권을 취득한다고 한 사례(91다45356).
【판례8】배당이의
가등기담보권자는 그 담보가등기가 경료된 부동산에 대하여 경매 등이 개시된 경우에 다른 채권자보다 자기 채권에 대하여 우선변제를 받을 권리가 있다고 할 것이고 이 경우 그 순위에 관하여는 그 담보가등기권리를 저당권으로 보고 그 담보가등기가 경료된 때에 저당권설정등기가 행해진 것으로 보게 되므로, 가등기담보권에 대하여 선순위 및 후순위 가압류채권이 있는 경우 부동산의 경매에 의한 매득금 중 경매비용을 제외한 나머지 금원을 배당함에 있어 가등기담보권자는 선순위 가압류채권에 대하여는 우선변제권을 주장할 수 없어 그 피담보채권과 선순위 및 후순위 가압류채권에 대하여 1차로 채권액에 따른 안분비례에 의하여 평등배당을 하되, 담보가등기권자는 위 후순위 가압류채권에 대하여는 우선변제권이 인정되어 그 채권으로부터 받을 배당액으로부터 자기의 채권액을 만족시킬 때까지 이를 흡수하여 변제받을 수 있으며 선순위와 후순위 가압류채권이 동일인의 권리라 하여 그 귀결이 달라지는 것이 아니다(91다44407).
【판례9】소유권이전등기말소등
가등기담보등에관한법률은 재산권 이전의 예약에 의한 가등기담보에 있어서 그 재산의 예약 당시의 가액이 차용액 및 이에 붙인 이자의 합산액을 초과하는 경우에 한하여 그 적용이 있다 할 것이므로 가등기담보부동산에 대한 예약 당시의 시가가 그 피담보채무액에 미치지 못하는 경우에 있어서는 같은 법 제3조가 정하는 청산금평가액의 통지를 할 여지가 없다 할 것이다(91다30019).

【판례10】소유권이전등기말소등
가. 민사소송법 제326조 제1항에 의하여 문서는 원본, 정본 또는 인증 있는 등본을 제출하는 것이 원칙이나, 상대방이 원본의 존재나 성립을 인정하고 사본으로써 원본에 갈음하는 것에 대하여 이의가 없는 경우에는 사본을 원본에 갈음하여 제출할 수 있고, 이 경우에는 원본이 제출된 경우와 동일한 효과가 생긴다고 할 것이다. 나. 가등기담보등에관한법률은 차용물의 반환에 관하여 다른 재산권을 이전할 것을 예약한 경우에 적용되는 것이므로 물품대금선급금의 반환채무를 담보할 목적으로 이루어진 가등기에 관하여는 위 법률이 적용되지 않는다(92다22879).
【판례11】건물명도
양도담보권자가 담보목적부동산에 대하여 가등기담보등에관한법률 소정의 청산절차를 이행하지 아니한 채 소유권을 이전한 경우 부동산 매수인은 소유권을 확정적으로 취득한다(92다35066).
【판례12】가등기에기한본등기등,채무부존재확인등
가. 채권자가 가등기담보권을 실행하여 그 담보목적부동산의 소유권을 취득하기 위하여 채무자 등에게 하는 담보권 실행의 통지에는, 채권자가 주관적으로 평가한 통지 당시의 목적부동산의 가액과 피담보채권액을 명시함으로써 청산금의 평가액을 채무자 등에게 통지하면 족한 것으로서, 채권자가 이와 같이 나름대로 평가한 청산금의 액이 객관적인 청산금의 평가액에 미치지 못한다고 하더라도 담보권 실행통지의 효력이나 청산기간의 진행에는 아무런 영향이 없고, 다만 채무자 등은 정당하게 평가된 청산금을 지급받을 때까지 목적부동산의 소유권이전등기 및 인도채무의 이행을 거절하면서 피담보채무 전액을 채권자에게 지급하고 그 채권담보의 목적으로 경료된 가등기나 소유권이전등기의 말소를 청구할 수 있을 뿐이라고 해석함이 상당하다.나. 채권자가 가등기담보권의 실행을 위한 통지를 하여 그 통지가 채무자등에게 도달한 날로부터 2월의 청산기간이 경과한 후 청산금을 채무자 등에게 지급하지 않고 있는 동안에, 채무자 등이 채권자를 위하여 변제공탁한 금액을 수령하였다고 하더라도, 피담보채권의 일부의 변제에 충당한다는 이의를 유보하고 수령하였다면, 다른 특별한 사정이 없는 한, 그와 같은 사유만으로 채권자가 기왕에 한 담보권 실행의 통지에 따른 청산의 의사표시를 철회한 것이라고까지 단정할 수는 없다고 한 사례(92다10043).
【판례13】소유권이전등기말소등
가등기담보등에관한법률 제3조, 제4조의 각 규정에 비추어 볼 때 위 각 규정을 위반하여 담보가등기에 기한 본등기가 이루어진 경우에는 그 본등기는 무효라고 할 것이고, 설령 그와 같은 본등기가 가등기권리자와 채무자 사이에 이루어진 특약에 의하여 이루어졌다고 할지라도 만일 그 특약이 채무자에게 불리한 것으로서 무효라고 한다면 그 본등기는 여전히 무효일 뿐, 이른바 약한 의미의 양도담보로서 담보의 목적 내에서는 유효하다고 할 것이 아니다(92다20132).
【판례14】소유권이전청구권보전의가등기에기한본등기
다. 채권자와 채무자 또는 물상보증인이 가등기담보권설정계약을 체결함에 있어 가등기 이후에 발생될 채무도 가등기부동산의 피담보채무범위에 포함시키기로 한 약정은 가등기담보등에관한법률 제4조 제1항 내지 제3항의 어느 규정에도 반하는 것이라고 볼 수 없고 가등기담보권의 존재가 가등기에 의하여 공시되므로 후순위권리자로 하여금 예측할 수 없는 위험에 빠지게 하는 것도 아니다. 라. 같은 법 제3조는 후순위권리자의 이익을 보호하기 위하여 담보목적부동산이 2개 이상인 경우에 채권자는 자기의 채권액을 각 부동산별로 나누어 어느 부동산에 대하여 얼마의 채권액과 비용으로 소유권을 취득하겠다는 채권액의 배분액을 구분 표시하도록 한 것일 뿐 담보목적부동산의 평가액은 청산금 평가액 산정의 기초가 되는 데 지나지 않는 것이어서 가등기담보권의 실행통지를 할 때 이를 명시할 것을 요구하고 있기는 하나 각 목적부동산별로 나누어 명시할 것까지는 요구하고 있지 않으며 부동산 전체의 평가액이 채권액에도 미치지 아니하는 경우에는 가등기담보권자가 부동산 전체에 대한 가등기담보권 실행통지를 하면서 각 부동산별로 평가액을 구분하여 명시하지 아니하였다고 하여 그런 사유만으로는 위 통지를 무효라고까지 할 수 없다. 마. 같은 법 제9조에서 규정하고 있는 통지의 구속력이 발생하는 사항은 가등기담보권실행을 통지할 때 채무자 등에게 통지된 청산금의 평가액 자체뿐이고 청산금산정의 기초가 되는 데 지나지 않는 채권액까지는 구속력이 생기지 않는다(92다12070).
【판례15】소유권이전등기말소
가등기담보등에관한법률 제15조는 담보가등기가 경료된 부동산에 대하여 경매 등이 행하여진 때에는 담보가등기권리는 그 부동산의 매각에 의하여 소멸한다고 규정하고 있으므로 경락인이 경락허가결정을 받아 그 경락대금을 모두 지급함으로써 소유권을 취득하였다면 담보가등기권리는 소멸되었다고 보아야 할 것이고 그 후에 경료된 위 가등기에 기한 본등기는 원인을 결여한 무효의 등기이며, 위 가등기에 기한 본등기가 종전 소유자와의 대물변제 합의에 기하여 이루어진 것이라 하여도 이는 소유권을 경락인이 취득한 후에 무효인 가등기를 유용하는 것에 해당하므로 역시 무효이다(93다52853).
【판례16】가등기에기한본등기
가등기담보등에관한법률은 재산권 이전의 예약에 의한 가등기담보에 있어서 그 재산의 예약 당시의 가액이 차용액 및 이에 붙인 이자의 합산액을 초과하는 경우에 한하여 그 적용이 있다 할 것이므로, 가등기담보부동산에 대한 예약 당시의 시가가 그 피담보채무액에 미치지 못하는 경우에 있어서는 같은 법 제3,4조가 정하는 청산금평가액의 통지 및 청산금지급 등의 절차를 이행할 여지가 없다(93다27611).
【판례17】토지소유권이전등기등
가. 토지구획정리사업법 제54조, 제57조 제4항, 제62조 제6항의 규정에 따라 구획정이사업시행자가 환지처분 전에 토지를 체비지로 지정하면 그 시행자가 취득하는 권리는 장래 환지처분시에 취득하게 되는 소유권의 전신과 같은 것으로서 물권 유사의 사용수익권이라고 할 것이다. 나. 시행자가 체비지를 제3자에게 처분하는 경우 또는 그 이후에 체비지가 전전 양도되는 경우 공시방법을 갖출 필요가 있는데, 법률은 이에 관하여 아무런 규정도 두고 있지 아니하지만 양수인이 취득하는 권리의 성질과 토지구획정이사업시행자가 체비지 양수를 신고받아 이를 체비지대장에 등재하는 것이 토지구획정이사업의 실무 내지는 관행으로 되어 있는 점 및 같은 법 제45조, 제79조와 같은법시행령 제30조 제3호, 제40조가 시행자가 시행지구 안의 토지에 관한 권리를 가진 자의 성명 및 그 권리의 내용을 기재한 서류를 비치하고 이해관계인의 요구가 있을 때에는 이를 열람시켜야 하며 시행지구 안의 토지에 관한 권리를 가진 자에 변동이 있을 때에는 그 당사자는 그 사유가 발생한 날로부터 15일 이내에 관계증명서류를 첨부하여 이를 신고하여야 한다고 규정하고 있는 점 등을 고려하여 본다면, 체비지에 대한 인도 내지 점유 외에 사업시행자가 관리하는 체비지대장에의 등재도 그 공시방법이라고 할 것이다. 다. 점유 또는 체비지대장에의 등재 중 어느 하나의 요건을 먼저 갖춘 체비지 양수인은 다른 이중양수인에게 그 권리 취득을 대항할 수 있음은 물론이고 당해 토지에 관하여 물권 유사의 사용수익권을 취득하였다가 환지처분공고 익일에 같은 법에 의하여 소유권을 원시적으로 취득하게 되는 것이다. 라. 환지처분 전의 체비지에 대한 권리는 가등기담보등에관한법률 제18조 소정의 등기 또는 등록을 할 수 있는 권리라고 볼 수 없으므로 체비지에 대한 양도담보에 관하여는 위 법률이 적용되지 않는다(93다57964).
【판례18】토지소유권이전등기말소등
가등기담보등에관한법률에 의하면 가등기담보권자가 담보권실행을 위하여 담보목적 부동산의 소유권을 취득하기 위하여는 그 채권의 변제기 후에 소정의 청산금 평가액 또는 청산금이 없다고 하는 뜻을 채무자 등에게 통지하여야 하고, 이때의 채무자 등에는 채무자와 물상보증인뿐만 아니라 담보가등기 후 소유권을 취득한 제3취득자가 포함되는 것이므로, 위 통지는 이들 모두에게 하여야 하는 것으로서 채무자 등의 전부 또는 일부에 대하여 통지를 하지 않으면 청산기간이 진행할 수 없게 되고, 따라서 가등기담보권자는 그 후 적절한 청산금을 지급하였다 하더라도 가등기에 기한 본등기를 청구할 수 없으며, 양도담보의 경우에는 그 소유권을 취득할 수 없다(94다36162).
【판례19】부동산 소유권 이전 등기말소 등
가등기담보등에관한법률 시행 당시 채권담보를 위한 소유권이전등기청구권보전의 가등기에 기한 본등기가 제소전화해조서에 기하여 이루어진 경우, 채무자가 제소전화해조서의 작성 이후에 그 피담보채무원리금을 채권자에게 모두 변제하였음을 이유로 가등기 및 그에 기한 본등기의 말소를 청구하는 것은 제소전화해조서의 기판력과 저촉된다고 볼 수 없다(94다53501).
【판례20】소유권이전청구권가등기말소회복등기
경매 부동산에 대한 선순위 가등기권자가 경매법원에 "부동산을 분양받아 그 대금 일부를 지급하였으나, 매도인의 부도로 진입로 문제에 대한 해결이 불가능하므로 그 지급한 금원을 반환받고자 하며 이를 담보가등기로 신고하니 배당을 요구한다."는 내용의 신고서를 제출하여, 경매법원이 이를 담보가등기로 취급하여 경락으로 인한 말소등기를 촉탁하고 가등기권자에게 배당을 실시하는 배당표를 작성하였으나 배당이의소송에서 담보가등기가 아니라는 이유로 배당에서 제외되자 가등기권자가 원래의 소유권이전청구권 보전을 위한 가등기임을 주장하면서 가등기말소회복등기를 위한 경락인의 승낙을 구한 사안에서, 그 신고서의 결론에 담보가등기로 신고하는 내용을 담고 있기는 하지만 그 전체적인 취지로 보면 오히려 그 가등기는 소유권이전청구권 보전을 위하여 경료된 것임을 신고한 것으로 해석된다는 이유로, 가등기권자로서는 위 신고서 제출로 인하여 경매법원이나 경락인에 대하여 그 가등기가 경락으로 인하여 당연히 말소될 것이라는 신의를 공여하였다고 보기 어렵고, 설사 경락인이 그 가등기는 경락으로 말소될 것이라는 판단하에 그 부동산을 경락받았다고 하더라도 이는 가등기권자가 신의를 공여함으로 인한 것이라고 볼 수 없다고 한 사례(95다51694).
【판례21】소유권이전등기
[1] 관련 사건인 다른 소송에서의 당사자의 주장은 민사소송법 제261조의 규정에 의한 재판상 자백으로서의 구속력이 없다.[2] 가등기담보등에관한법률은 차용물의 반환에 관하여 다른 재산권을 이전할 것을 예약한 경우에 적용되는 것이므로, 공사잔대금의 지급을 담보하기 위하여 체결된 양도담보계약에 기하여 소유권이전등기를 구하는 경우에는 같은 법이 적용되지 않는다.[3] 양도담보에 기한 소유권이전등기는 당사자들이 달리 특별한 약정을 하지 아니하는 한 채권담보의 목적으로 경료된 것으로서 당사자 사이에 정산절차를 예정하고 있는 이른바 '약한 의미의 양도담보'가 된 것으로 보아야 한다.[4] 차용금채무의 담보를 위한 양도담보계약이 체결되었으나 그에 따른 소유권이전등기가 경료되지 않은 경우, 양도담보는 그 담보계약에 따라 소유권이전등기를 경료함으로써 비로소 담보권이 발생하는 것이므로 채권자는 가등기담보등에관한법률상의 청산절차를 밟기 전에 우선 담보계약에 따른 소유권이전등기절차의 이행을 구하여 소유권이전등기를 받은 다음 같은 법에 따른 청산절차를 밟으면 되고, 따라서 채무자는 같은 법 소정의 청산절차가 없었음을 이유로 그 소유권이전등기절차이행을 거절할 수는 없다(96다31116).
【판례22】가등기에기한소유권이전등기등·가등기말소
가등기의 원인증서인 매매예약서상의 매매대금은 가등기절차의 편의상 기재하는 것에 불과하고 가등기의 피담보채권이 그 한도로 제한되는 것은 아니며 피담보채권의 범위는 당사자의 약정 내용에 따라 결정된다(96다39387).
【판례23】가등기에기한본등기
가등기담보권자인 채권자가 청산기간이 경과하기 전 또는 가등기담보등에관한법률 제6조 제1항에 의하여 채무자에게 청산통지를 하였다는 사실 등을 후순위권리자에게 통지하지 아니하고, 채무자에게 청산금을 지급한 경우에는 이로써 후순위권리자에게 대항할 수 없는 것이나, 이러한 채권자의 변제 제한의 효력은 후순위권리자에게만 적용되는 상대적인 것이므로, 후순위권리자는 청산금채권이 아직 소멸하지 않은 것으로 보고 채권자에게 직접 권리를 행사할 수 있고 후순위권리자가 채권자에게 청산금을 지급하여 줄 것을 청구하게 되면 채권자로서는 청산금의 이중 지급의 책임을 면할 수 없다는 취지일 뿐이지, 후순위권리자가 존재한다는 사유만으로 채무자에게 담보권의 실행을 거부할 권원을 부여하는 것은 아니다. 따라서 같은 법 제6조 제1항의 통지를 받은 후순위권리자가 채권자에게 직접 권리를 행사한 바가 없고 또한 청산기간을 경과하게 되면, 채권자는 채무자에게 청산금을 변제할 수 있음은 물론, 채권자가 채무자에 대하여 가등기담보에 의하여 담보되지 아니한 별개의 금전채권을 가지고 있는 경우에는 이것을 자동채권으로 하여 채무자의 청산금채권을 상계할 수 있다(96다17776).
【판례24】소유권이전등기
[1] 관련 사건인 다른 소송에서의 당사자의 주장은 민사소송법 제261조의 규정에 의한 재판상 자백으로서의 구속력이 없다.[2] 가등기담보등에관한법률은 차용물의 반환에 관하여 다른 재산권을 이전할 것을 예약한 경우에 적용되는 것이므로, 공사잔대금의 지급을 담보하기 위하여 체결된 양도담보계약에 기하여 소유권이전등기를 구하는 경우에는 같은 법이 적용되지 않는다.[3] 양도담보에 기한 소유권이전등기는 당사자들이 달리 특별한 약정을 하지 아니하는 한 채권담보의 목적으로 경료된 것으로서 당사자 사이에 정산절차를 예정하고 있는 이른바 '약한 의미의 양도담보'가 된 것으로 보아야 한다.[4] 차용금채무의 담보를 위한 양도담보계약이 체결되었으나 그에 따른 소유권이전등기가 경료되지 않은 경우, 양도담보는 그 담보계약에 따라 소유권이전등기를 경료함으로써 비로소 담보권이 발생하는 것이므로 채권자는 가등기담보등에관한법률상의 청산절차를 밟기 전에 우선 담보계약에 따른 소유권이전등기절차의 이행을 구하여 소유권이전등기를 받은 다음 같은 법에 따른 청산절차를 밟으면 되고, 따라서 채무자는 같은 법 소정의 청산절차가 없었음을 이유로 그 소유권이전등기절차이행을 거절할 수는 없다(96다31116).
【판례25】사용금지가처분
[1] 채권자 앞으로 경료된 가등기가 채권자가 부동산에 대한 낙찰자로서의 권리를 포기하는 대가로 채무자가 지급하기로 약정한 금원을 담보하기 위하여 경료된 경우, 차용물의 반환에 관하여 다른 재산권을 이전할 것을 예약하여 경료된 것이 아니라는 이유로, 가등기담보등에관한법률이 적용되지 않는다고 한 사례.[2] 채권자가 채권담보의 목적으로 부동산에 소유권이전의 가등기를 경료하였다가 그 후 채권을 변제받지 못하여 가등기에 기한 본등기를 경료하였으나 채권자와 채무자 사이에 채무자가 채무를 변제하지 못하여 채권자가 가등기에 기한 본등기를 마칠 경우 채권자가 채무자의 근저당권자에 대한 채무를 인수하기로 약정한 경우, 채권자는 위 채무를 인수하는 조건으로 부동산의 소유권을 확정적으로 취득하기로 하는 특약에 따라 부동산에 관한 소유권이전의 본등기를 경료한 것으로 보아야 한다는 이유로, 위 본등기는 약한 의미의 양도담보에 해당되지 않는다고 한 사례(97다1495).
【판례26】등기공무원처분에대한이의
[1] 국세 압류등기 이전에 소유권이전청구권 보전의 가등기가 경료되고 그 후 본등기가 이루어진 경우, 그 가등기가 매매예약에 기한 순위 보전의 가등기라면 그 이후에 경료된 압류등기는 효력을 상실하여 말소되어야 할 것이지만, 그 가등기가 채무담보를 위한 가등기 즉 담보 가등기라면 그 후 본등기가 경료되더라도 가등기는 담보적 효력을 갖는데 그치므로 압류등기는 여전히 유효하므로 말소될 수 없다.
[2] 가등기 이후 국세 압류등기가 경료된 사안에서 당해 가등기가 담보 가등기라는 점에 관한 소명자료가 제출되어 담보 가등기인지의 여부에 관하여 이해관계인 사이에 실질적으로 다투어지고 있는 경우에는 가등기에 기한 본등기권자의 태도 여하에 불구하고 형식적 심사권밖에 없는 등기공무원으로서는 당해 가등기를 순위 보전의 가등기로 인정하여 국세 압류등기를 직권말소할 수 없고, 또한 당해 가등기가 담보 가등기인지 여부는 당해 가등기가 실제상 채권담보를 목적으로 한 것인지 여부에 의하여 결정되는 것이지 당해 가등기의 등기부상 원인이 매매예약으로 기재되어 있는지 아니면 대물변제예약으로 기재되어 있는가 하는 형식적 기재에 의하여 결정되는 것이 아니다(98마1333).
【판례27】소유권이전등기
민법 제607조, 제608조에 위반된 대물변제의 약정은 대물변제의 예약으로서는 무효가 되지만 약한 의미의 양도담보를 설정하기로 하는 약정으로서는 유효하되, 다만 그에 기한 소유권이전등기를 미처 경료하지 아니한 경우에는 아직 양도담보가 설정되기 이전의 단계이므로 가등기담보등에관한법률 제3조 소정의 담보권 실행에 관한 규정이 적용될 여지가 없는 한편, 채권자는 양도담보의 약정을 원인으로 하여 담보목적물에 관하여 소유권이전등기절차의 이행을 청구할 수 있다(98다51220).
【판례28】대여금등
[1] 가등기담보등에관한법률 제3조, 제4조의 각 규정에 비추어 볼 때 위 각 규정을 위반하여 담보가등기에 기한 본등기가 이루어진 경우에는 그 본등기는 무효라고 할 것이고, 설령 그와 같은 본등기가 가등기권리자와 채무자 사이에 이루어진 특약에 의하여 이루어졌다고 할지라도 만일 그 특약이 채무자에게 불리한 것으로서 무효라고 한다면 그 본등기는 여전히 무효일 뿐, 이른바 약한 의미의 양도담보로서 담보의 목적 내에서는 유효하다고 할 것이 아니고, 다만 가등기권리자가 가등기담보등에관한법률 제3조, 제4조에 정한 절차에 따라 청산금의 평가액을 채무자 등에게 통지한 후 채무자에게 정당한 청산금을 지급하거나 지급할 청산금이 없는 경우에는 채무자가 그 통지를 받은 날로부터 2월의 청산기간이 경과하면 위 무효인 본등기는 실체적 법률관계에 부합하는 유효한 등기가 될 수 있을 뿐이다. [2] 가등기담보 채권자가 가등기담보권을 실행하기 이전에 그의 계약상의 권리를 보전하기 위하여 가등기담보 채무자의 제3자에 대한 선순위 가등기담보채무를 대위변제하여 구상권이 발생하였다면 특별한 사정이 없는 한 이 구상권도 가등기담보계약에 의하여 담보된다고 보는 것이 상당하다.[3] 민사재판에 있어서 이와 관련된 다른 민·형사사건 등의 확정판결에서 인정된 사실은 특별한 사정이 없는 한 유력한 증거자료가 되는 것이나, 당해 민사재판에서 제출된 다른 증거내용에 비추어 관련 민·형사사건의 확정판결에서의 사실판단을 그대로 채용하기 어렵다고 인정될 경우에는 이를 배척할 수 있고, 이 경우에 그 배척하는 구체적인 이유를 일일이 설시할 필요는 없다.[4] 가등기담보권자가 가등기담보등에관한법률 제3조에서 정한 담보권 실행의 통지를 채무자에게 하고, 후순위 권리자가 있는 경우에는 같은 법 제6조 제1항에서 정한 통지를 한 후 같은 법 제6조 제1항의 통지를 받은 후순위 권리자가 채권자에게 직접 권리를 행사한 바가 없고 또한 청산기간을 경과하게 되면, 채권자는 채무자에게 청산금을 변제할 수 있음은 물론, 채권자가 채무자에 대하여 가등기담보에 의하여 담보되지 아니한 별개의 금전채권을 가지고 있는 경우에는 이것을 자동채권으로 하여 채무자의 청산금채권을 상계할 수 있다. (99다41657)
【판례29】건물명도등
[1] 가등기담보법은 차용물의 반환에 관하여 다른 재산권을 이전할 것을 예약한 경우에 적용되므로 매매대금채권을 담보하기 위하여 경료된 양도담보에는 그 법은 적용되지 아니한다고 할 것인바, 이 사건 양도담보의 피담보채권은 매매대금채권에 해당하므로 이 사건 양도담보의 실행에 가등기담보법의 적용은 없다고 할 것이고, 매매대금채권을 피담보채권으로 한 양도담보권설정계약 후 대여금채권이 그 피담보채권에 포함되었다고 하더라도 원래의 매매대금채권을 위한 양도담보권의 실행에는 지장이 없다(2000다29356).
【판례30】건물명도
[1] 가등기담보등에관한법률에 의하면, 가등기담보권자가 담보권실행을 위하여 담보 목적 부동산의 소유권을 취득하기 위하여는 그 채권의 변제기 후에 소정의 청산금 평가액 또는 청산금이 없다고 하는 뜻을 채무자 등에게 통지하여야 하고(제3조 제1항), 이 때의 채무자 등에는 채무자와 물상보증인뿐만 아니라 담보가등기 후 소유권을 취득한 제3취득자가 포함되는 것이므로(제2조 제2호), 위 통지는 이들 모두에게 하여야 하는 것으로서 채무자 등의 전부 또는 일부에 대하여 위 통지를 하지 않으면 청산기간이 진행할 수 없게 되고, 따라서 가등기담보권자는 그 후 적절한 청산금을 지급하거나 실제 지급할 청산금이 없다고 하더라도 가등기에 기한 본등기를 청구할 수 없으며, 설령 편법으로 본등기를 마쳤다고 하더라도 그 소유권을 취득할 수 없다. [2] 가등기담보등에관한법률이 제3조와 제4조에서 가등기담보권의 사적 실행방법으로 귀속정산의 원칙을 규정함과 동시에 제12조와 제13조에서 그 공적 실행방법으로 경매의 청구 및 우선변제청구권 등 처분정산을 별도로 규정하고 있는 점, 위 제4조가 제1항 내지 제3항에서 채권자의 청산금 지급의무, 청산기간 경과와 본등기청구, 청산금의 지급의무와 부동산의 소유권이전등기 및 인도 채무의 동시이행관계 등을 순차로 규정한 다음, 제4항에서 제1항 내지 제3항에 반하는 특약으로서 채무자 등에게 불리한 것은 그 효력이 없다(다만, 청산기간 경과 후에 행하여진 특약으로서 제3자의 권리를 해하지 아니하는 경우는 제외된다)고 규정하고 있는 점, 나아가 제11조는 채무자 등이 청산금 채권을 변제받을 때까지 그 채무액을 채권자에게 지급하고 그 채권담보의 목적으로 경료된 소유권이전등기의 말소를 청구할 수 있다고 규정하고 있는 점 등을 종합하여 보면, 가등기담보권의 사적 실행에 있어서 채권자가 청산금의 지급 이전에 본등기와 담보목적물의 인도를 받을 수 있다거나 청산기간이나 동시이행관계를 인정하지 아니하는 '처분정산'형의 담보권실행은 가등기담보등에관한법률상 허용되지 아니한다. (2001다81856)
【판례31】소유권말소등기등
[1] 가등기담보등에관한법률이 제3조와 제4조에서 가등기담보권의 사적 실행방법으로 귀속정산의 원칙을 규정함과 동시에 제12조와 제13조에서 그 공적 실행방법으로 경매의 청구 및 우선변제청구권 등 처분정산을 별도로 규정하고 있는 점, 위 제4조가 제1항 내지 제3항에서 채권자의 청산금 지급의무, 청산기간 경과와 본등기청구, 청산금의 지급의무와 부동산의 소유권이전등기 및 인도 채무의 동시이행관계 등을 순차로 규정한 다음, 제4항에서 제1항 내지 제3항에 반하는 특약으로서 채무자 등에게 불리한 것은 그 효력이 없다(다만, 청산기간 경과 후에 행하여진 특약으로서 제3자의 권리를 해하지 아니하는 경우는 제외된다.)고 규정하고 있는 점, 나아가 제11조는 채무자 등이 청산금 채권을 변제받을 때까지 그 채무액을 채권자에게 지급하고 그 채권담보의 목적으로 경료된 소유권이전등기의 말소를 청구할 수 있다고 규정하고 있는 점 등을 종합하여 보면, 가등기담보권의 사적 실행에 있어서 채권자가 청산금의 지급 이전에 본등기와 담보목적물의 인도를 받을 수 있다거나 청산기간이나 동시이행관계를 인정하지 아니하는 '처분정산'형의 담보권실행은 가등기담보등에관한법률상 허용되지 아니한다. [2] 가등기담보등에관한법률 제3조, 제4조의 각 규정에 비추어 볼 때 그 각 규정을 위반하여 담보가등기에 기한 본등기가 이루어진 경우에는 그 본등기는 무효라고 할 것이고, 설령 그와 같은 본등기가 가등기권리자와 채무자 사이에 이루어진 특약에 의하여 이루어졌다고 할지라도 만일 그 특약이 채무자에게 불리한 것으로서 무효라고 한다면 그 본등기는 여전히 무효일 뿐, 이른바 약한 의미의 양도담보로서 담보의 목적 내에서는 유효하다고 할 것이 아니고, 다만 가등기권리자가 가등기담보등에관한법률 제3조, 제4조에 정한 절차에 따라 청산금의 평가액을 채무자 등에게 통지한 후 채무자에게 정당한 청산금을 지급하거나 지급할 청산금이 없는 경우에는 채무자가 그 통지를 받은 날로부터 2월의 청산기간이 경과하면 위 무효인 본등기는 실체적 법률관계에 부합하는 유효한 등기가 될 수 있다. [3] 가등기담보권자인 채권자가 청산기간이 경과하기 전 또는 가등기담보등에관한법률 제6조 제1항에 의하여 채무자에게 청산통지를 하였다는 사실 등을 후순위권리자에게 통지하지 아니하고, 채무자에게 청산금을 지급한 경우에는 이로써 후순위권리자에게 대항할 수 없는 것이나, 이러한 채권자의 변제 제한의 효력은 후순위권리자에게만 적용되는 상대적인 것이므로, 후순위권리자는 청산금채권이 아직 소멸하지 않은 것으로 보고 채권자에게 직접 권리를 행사할 수 있고 후순위권리자가 채권자에게 청산금을 지급하여 줄 것을 청구하게 되면 채권자로서는 청산금의 이중 지급의 책임을 면할 수 없다는 취지일 뿐이지, 후순위권리자가 존재한다는 사유만으로 채무자에게 담보권의 실행을 거부할 권원을 부여하는 것은 아니다(2002다42001).
【판례32】소유권이전등기
[1] 채권담보를 목적으로 가등기를 하는 경우에는 원칙적으로 채권자와 가등기명의자가 동일인이 되어야 하지만, 채권자 아닌 제3자의 명의로 가등기를 하는 데 대하여 채권자와 채무자 및 제3자 사이에 합의가 있었고, 나아가 제3자에게 그 채권이 실질적으로 귀속되었다고 볼 수 있는 특별한 사정이 있거나, 거래경위에 비추어 제3자의 가등기가 한낱 명목에 그치는 것이 아니라 그 제3자도 채무자로부터 유효하게 채권을 변제받을 수 있고 채무자도 채권자나 가등기명의자인 제3자 중 누구에게든 채무를 유효하게 변제할 수 있는 관계 즉, 채권자와 제3자가 불가분적 채권자의 관계에 있다고 볼 수 있는 경우에는, 그 제3자 명의의 가등기도 유효하다고 볼 것이고, 이와 같이 제3자 명의의 가등기를 유효하게 볼 수 있는 경우에는 제3자 명의의 가등기를 부동산실권리자명의등기에관한법률이 금지하고 있는 실권리자 아닌 자 명의의 등기라고 할 수는 없다. [2] 가등기담보등에관한법률은 차용물의 반환에 관하여 다른 재산권을 이전할 것을 예약한 경우에 적용되므로 매매대금채권을 담보하기 위하여 가등기를 한 경우에는 위 법률은 적용되지 아니한다.[3] 가등기의 주된 목적이 매매대금채권의 확보에 있고, 대여금채권의 확보는 부수적 목적인 경우 가등기담보등에관한법률이 적용되지 않는다고 본 사례(2002다50484).
【판례33】가등기말소
가등기담보등에관한법률은 차용물의 반환에 관하여 다른 재산권을 이전할 것을 예약한 경우에 적용되므로 금전소비대차나 준소비대차에 기한 차용금반환채무 이외의 채무를 담보하기 위하여 경료된 가등기나 양도담보에는 위 법이 적용되지 아니하나, 금전소비대차나 준소비대차에 기한 차용금반환채무와 그 외의 원인으로 발생한 채무를 동시에 담보할 목적으로 경료된 가등기나 소유권이전등기라도 그 후 후자의 채무가 변제 기타의 사유로 소멸하고 금전소비대차나 준소비대차에 기한 차용금반환채무의 전부 또는 일부만이 남게 된 경우에는 그 가등기담보나 양도담보에 가등기담보등에관한법률이 적용된다(2003다29968).
【판례34】부동산낙찰허가
부동산의 강제경매절차에서 경매목적부동산이 낙찰된 때에도 소유권이전등기청구권의 순위보전을 위한 가등기는 그보다 선순위의 담보권이나 가압류가 없는 이상 담보목적의 가등기와는 달리 말소되지 아니한 채 낙찰인에게 인수되는 것인바, 권리신고가 되지 않아 담보가등기인지 순위보전의 가등기인지 알 수 없는 경우에도 그 가등기가 등기부상 최선순위이면 집행법원으로서는 일단 이를 순위보전을 위한 가등기로 보아 낙찰인에게 그 부담이 인수될 수 있다는 취지를 입찰물건명세서에 기재한 후 그에 기하여 경매절차를 진행하면 족한 것이지, 반드시 그 가등기가 담보가등기인지 순위보전의 가등기인지 밝혀질 때까지 경매절차를 중지하여야 하는 것은 아니다(2003마1438).
【판례35】가등기에의한본등기말소
채권자가 가등기담보 등에 관한 법률(이하 ‘가등기담보법’이라 한다)에 의한 가등기담보권을 실행하여 그 담보목적 부동산의 소유권을 취득하기 위하여 채무자 등에게 하는 담보권 실행의 통지에는 채권자가 주관적으로 평가한 통지 당시의 목적 부동산의 가액과 피담보채권액을 명시함으로써 청산금의 평가액을 채무자 등에게 통지하면 족하며, 채권자가 이와 같이 주관적으로 평가한 청산금의 액수가 정당하게 평가된 청산금의 액수에 미치지 못한다고 하더라도 담보권 실행의 통지로서의 효력이나 청산기간의 진행에는 아무런 영향이 없고 청산기간이 경과한 후에는 그 가등기에 기한 본등기를 청구할 수 있다.이 경우에, 채무자 등은 채권자가 통지한 청산금액을 다투고 정당하게 평가된 청산금을 지급받을 때까지 목적부동산의 소유권이전등기 및 인도채무의 이행을 거절하거나 피담보채무 전액을 채권자에게 지급하고 채권담보의 목적으로 마쳐진 가등기의 말소를 구할 수 있을 뿐 아니라{ 대법원 1992. 9. 1. 선고 92다10043, 10050(반소) 판결 참조}, 채권자에게 정당하게 평가된 청산금을 청구할 수도 있다.한편, 채무자는 채권자가 통지한 청산금액에 동의함으로써 청산금을 확정시킬 수 있으며, 그 경우 동의는 명시적 뿐만 아니라 묵시적으로도 가능하다고 할 것이다.또한, 채무자가 채권자의 청산금이 없다는 취지의 가등기담보권의 실행 통지에 대하여 아무런 이의를 하지 아니한 채 담보물에 대한 채권자의 본등기청구 내지 인도청구에 응한 경우에도, 그 청산통지 당시 채무자의 연령·지능·직업·경력 등에 비추어 채무자가 담보물의 객관적인 가치를 알 수 있는 정도에 이르렀는지 여부, 채무자의 궁박 정도, 담보물에 대한 본등기 경료 내지 인도 경위, 기타 여러 사정을 종합적으로 고려하여 볼 때, 본등기 경료 내지 인도 당시 채무자가 청산금액에 대하여 더 이상 다투지 아니할 의사이었다고 보일 정도라면 청산금에 대하여 묵시적으로 동의한 것으로 인정할 수 있을 것이다(2005다36618).
【판례36】소유권이전등기
가등기담보 등에 관한 법률은 재산권 이전의 예약에 의한 가등기담보에 있어서 그 재산의 예약 당시의 가액이 차용액 및 이에 붙인 이자의 합산액을 초과하는 경우에 적용되는 것인바, 여기에서 말하는 재산의 가액은 원칙적으로 ‘통상적인 시장에서 충분한 기간 거래된 후 그 대상재산의 내용에 정통한 거래당사자 간에 성립한다고 인정되는 적정가격’이고, 그와 같은 적정가격을 확인하기 어려울 때에는 객관적이고 합리적인 방법으로 평가한 가액이라고 할 것이므로, 대상재산이 토지로서 법정지상권의 성립가능성이 있는 등 토지이용상 제한을 받는지 여부가 불분명한 경우에는 법정지상권의 성립에 관한 사정을 객관적이고 합리적으로 평가하여 그 성립 여부를 판단한 다음 그에 따라 평가한 토지의 가격을 가액으로 봄이 상당하다(2006다5611).
【판례37】등기관의처분에대한이의
[1] 소유권이전 청구권 보전의 가등기 이후에 국세·지방세의 체납으로 인한 압류등기가 마쳐지고 위 가등기에 기한 본등기가 이루어지는 경우, 등기관은 체납처분권자에게 부동산등기법 제175조에 따른 직권말소 통지를 하고, 체납처분권자가 당해 가등기가 담보 가등기라는 점 및 그 국세 또는 지방세가 당해 재산에 관하여 부과된 조세라거나 그 국세 또는 지방세의 법정기일이 가등기일보다 앞선다는 점에 관하여 소명자료를 제출하여, 담보 가등기인지 여부 및 국세 또는 지방세의 체납으로 인한 압류등기가 가등기에 우선하는지 여부에 관하여 이해관계인 사이에 실질적으로 다툼이 있으면, 가등기에 기한 본등기권자의 주장 여하에 불구하고 국세 또는 지방세 압류등기를 직권말소할 수 없고, 한편 이와 같은 소명자료가 제출되지 아니한 경우에는 등기관은 가등기 후에 마쳐진 다른 중간 등기들과 마찬가지로 국세 또는 지방세 압류등기를 직권말소하여야 한다고 봄이 상당하다. 그러나 등기관이 국세 또는 지방세 압류등기의 말소를 위하여 위와 같은 심사를 한다고 하더라도, 나아가 그 본등기가 가등기담보 등에 관한 법률 제1조에 의하여 가등기담보법의 적용을 받는 가등기에 기한 것으로서 가등기담보법 제3조 및 제4조가 정한 청산절차를 거친 유효한 것인지 여부까지 심사하여 그 결과에 따라 국세 또는 지방세 압류등기의 직권말소 여부를 결정하여야 하는 것으로 볼 것은 아니다. [2] 당해세가 아닌 국세에 관하여 법정기일 대신 납부기한이 나타나 있는 소명자료만 제출되어 있음에도 국세의 법정기일과 가등기일의 선후를 심리하지 아니한 채, 담보 가등기 여부에 관하여 실질적인 다툼이 있는 경우 국세 압류등기와 가등기의 실체법상 우열과 무관하게 국세 압류등기를 직권말소할 수 없다고 한 원심을 파기한 사례(2006마571)

【판례38】배당이의
가등기담보 등에 관한 법률 제16조는 소유권의 이전에 관한 가등기가 되어 있는 부동산에 대한 경매 등의 개시결정이 있는 경우 법원은 가등기권리자에 대하여 그 가등기가 담보가등기인 때에는 그 내용 및 채권의 존부·원인 및 수액을, 담보가등기가 아닌 경우에는 그 내용을 법원에 신고할 것을 상당한 기간을 정하여 최고하여야 하고( 제1항), 압류등기 전에 경료된 담보가등기권리가 매각에 의하여 소멸하는 때에는 제1항의 채권신고를 한 경우에 한하여 그 채권자는 매각대금의 배당 또는 변제금의 교부를 받을 수 있다고 규정하고 있으므로( 제2항), 위 제2항에 해당하는 담보가등기권리자가 집행법원이 정한 기간 안에 채권신고를 하지 아니하면 매각대금의 배당을 받을 권리를 상실한다(2007다25278).
【판례39】소유권이전등기
가등기담보법 제3조, 제4조의 각 규정에 비추어 볼 때 위 각 규정을 위반하여 담보가등기에 기한 본등기가 이루어진 경우에는 그 본등기는 무효이고, 설령 그와 같은 본등기가 가등기권리자와 채무자 사이에 이루어진 특약에 의하여 이루어졌다 하더라도 만일 그 특약이 채무자에게 불리한 것으로서 무효라고 한다면 그 본등기는 여전히 무효이며, 다만 가등기권리자가 가등기담보법 제3조, 제4조에서 정한 절차에 따라 청산금의 평가액을 채무자 등에게 통지한 후 채무자에게 정당한 청산금을 지급하거나 지급할 청산금이 없는 경우에는 채무자가 그 청산의 통지를 받은 날로부터 2월의 청산기간이 경과하면 위 무효인 본등기는 실체적 법률관계에 부합하는 유효한 등기가 될 수 있을 뿐인바 ( 대법원 2002. 12. 10. 선고 2002다42001 판결 등 참조), 이는 채권담보조로 소유권이전등기가 경료된 양도담보의 경우에도 마찬가지이다(2007다49595).
【판례40】가등기의 본등기절차이행
[1] 수인의 채권자가 각기 채권을 담보하기 위하여 채무자와 채무자 소유의 부동산에 관하여 수인의 채권자를 공동매수인으로 하는 1개의 매매예약을 체결하고 그에 따라 수인의 채권자 공동명의로 그 부동산에 가등기를 마친 경우, 수인의 채권자가 공동으로 매매예약완결권을 가지는 관계인지 아니면 채권자 각자의 지분별로 별개의 독립적인 매매예약완결권을 가지는 관계인지는 매매예약의 내용에 따라야 하고, 매매예약에서 그러한 내용을 명시적으로 정하지 않은 경우에는 수인의 채권자가 공동으로 매매예약을 체결하게 된 동기 및 경위, 매매예약에 의하여 달성하려는 담보의 목적, 담보 관련 권리를 공동 행사하려는 의사의 유무, 채권자별 구체적인 지분권의 표시 여부 및 지분권 비율과 피담보채권 비율의 일치 여부, 가등기담보권 설정의 관행 등을 종합적으로 고려하여 판단하여야 한다.[2] 甲이 乙에게 돈을 대여하면서 담보 목적으로 乙 소유의 부동산 지분에 관하여 乙의 다른 채권자들과 공동명의로 매매예약을 체결하고 각자의 채권액 비율에 따라 지분을 특정하여 가등기를 마친 사안에서, 채권자가 각자의 지분별로 별개의 독립적인 매매예약완결권을 갖는 것으로 보아, 甲이 단독으로 담보목적물 중 자신의 지분에 관하여 매매예약완결권을 행사할 수 있고, 이에 따라 단독으로 자신의 지분에 관하여 가등기에 기한 본등기절차의 이행을 구할 수 있다고 본 원심판단을 정당하다고 한 사례.[3] 공동명의로 담보가등기를 마친 수인의 채권자가 각자의 지분별로 별개의 독립적인 매매예약완결권을 가지는 경우, 채권자 중 1인은 단독으로 자신의 지분에 관하여 가등기담보 등에 관한 법률이 정한 청산절차를 이행한 후 소유권이전의 본등기절차 이행청구를 할 수 있다(2010다82530).
【판례41】소유권이전등기등말소
채권자가 구 가등기담보 등에 관한 법률(2008. 3. 21. 법률 제8919호로 개정되기 전의 것, 이하 ‘구 가등기담보법’이라 한다)에 정해진 청산절차를 밟지 아니하여 담보목적부동산의 소유권을 취득하지 못하였음에도 그 담보목적부동산을 처분하여 선의의 제3자가 소유권을 취득하고 그로 인하여 구 가등기담보법 제11조 단서에 의하여 채무자가 더는 채무액을 채권자에게 지급하고 그 채권담보의 목적으로 마친 소유권이전등기의 말소를 청구할 수 없게 되었다면, 채권자는 위법한 담보목적부동산 처분으로 인하여 채무자가 입은 손해를 배상할 책임이 있다. 이때 채무자가 입은 손해는 다른 특별한 사정이 없는 한 채무자가 더는 그 소유권이전등기의 말소를 청구할 수 없게 된 때의 담보목적부동산의 가액에서 그때까지의 채무액을 공제한 금액이라고 봄이 상당하다. 그리고 채무자가 약정 이자 지급을 연체하였다든지 채무자가 그 채무액을 채권자에게 지급하고 그 채권담보의 목적으로 마친 소유권이전등기의 말소를 청구할 수 있었다는 사정이나 채권자가 담보목적부동산을 처분하여 얻은 이익의 크고 작음 등과 같은 사정은 위법한 담보목적부동산 처분으로 인한 손해배상책임을 제한할 수 있는 사유가 될 수 없다(2010다27458)